# Fulgence Muteba
Fulgence Muteba Mugalu (ur. 9 lipca 1962 w Kongolo) – kongijski duchowny katolicki, biskup Kilwa-Kasenga w latach 2005–2021, arcybiskup metropolita Lubumbashi od 2021.

## Życiorys

### Prezbiterat
Święcenia kapłańskie przyjął 5 sierpnia 1990. Pracował jako wykładowca w Lubumbashi i w Kinszasie, był także sekretarzem generalnym kongijskiej Konferencji Episkopatu.

### Episkopat
18 marca 2005 papież Jan Paweł II mianował go biskupem ordynariuszem diecezji Kilwa-Kasenga. Sakry biskupiej udzielił mu 23 lipca 2005 biskup Dominique Kimpinde Amando.
22 maja 2021 papież Franciszek przeniósł go na urząd arcybiskupa metropolity Lubumbashi. Ingres do katedry w Lubumbashi odbył 10 lipca 2021 roku.